# Abdomegaphobema
Genre
Abdomegaphobema est un genre d'araignées mygalomorphes de la famille des Theraphosidae.

## Distribution
Les espèces de ce genre sont endémiques du Costa Rica.

## Liste des espèces
Selon World Spider Catalog (version 24.5, 12/11/2023) :
- Abdomegaphobema mesomelas (O. Pickard-Cambridge, 1892)
- Abdomegaphobema peterklaasi (Schmidt, 1994)

## Systématique et taxinomie
Ce genre a été décrit par Sherwood, Gabriel, Peñaherrera-R., Léon-E., Cisneros-Heredia, Brescovit et Lucas en 2023 dans les Theraphosidae.

## Publication originale
- Sherwood, Gabriel, Peñaherrera-R., Léon-E., Cisneros-Heredia, Brescovit & Lucas, 2023 : « Pamphobeteus Pocock, 1901: redescriptions, new species and records, description of a missing sex, with taxonomic notes and changes in Megaphobema Pocock, 1901 (Araneae: Theraphosidae). » Arachnology, vol. 19, no 6, p. 894-930.